# Piona
Piona è una località del comune di Colico.
La località viene comunemente integrata a quella di Laghetto, dal momento che quest'ultima è l'unione di diverse frazioni poste a ovest di Colico. 
Contrariamente a quanto si possa pensare, non corrisponde al luogo in cui sita l'Abbazia di Piona, trovandosi questa nella frazione di Olgiasca.

## Caratteristiche
La località corrisponde alla sponda del lago immediatamente antecedente al comune di Dorio. In essa si trovano diversi camping e ristoranti, essendo una delle zone di Colico più vive per quanto concerne il turismo, in particolare estivo.

## Infrastrutture e trasporti
La Stazione di Piona, stazione ferroviaria sulla linea Lecco–Colico, serve il centro abitato. Vi fermano tutti i treni di tipo Regionale della tratta Lecco-Sondrio.
Oltre alla stazione troviamo un piccolo imbarcadero della NLC (Navigazione Lago di Como) che offre un buon servizio tra una sponda all'altra.
| Controllo di autorità | VIAF (EN) 245412582 |